# Caveh Zahedi
Caveh Zahedi, född 29 april 1960 i Washington, D.C., är en amerikansk skådespelare och regissör.

## Filmografi

### Som skådespelare
- Etienne!
- RSO 2008
- Black Dahlia Movie: The Elizabeth Short Story 2007
- I Am a Sex Addict 2005
- Waking Life 2001
- A Sign from God 2000
- I Was Possessed by God

### Som regissör
- I Am a Sex Addict 2005
- Tripping with Caveh 2004
- Underground Zero 2002
- In the Bathtub of the World
- Worm 2001
- I Was Possessed by God 2000
- I Don't Hate Las Vegas Anymore 1994
- A Little Stiff 1991

## Fotnoter
1. ↑  Guggenheim fellow-ID: caveh-zahedi.[källa från Wikidata]